# Институт за психологију Филозофског факултета Универзитета у Београду
Институт за психологију је научна јединица Филозофског факултета у Београду. Бави се фундаменталним и примењеним истраживањима из области психологије, као и развојем научног кадра Републике Србије. Основан је 1961. године од стране Извршног већа НР Србије, Филозофско-историјског факултета и Медицинског факултета у Београду. Први директор Института био је проф. др Никола Рот, а први председник Савета Института проф. др Борислав Стевановић.
Приликом оснивања Института, пред њега су постављена два задатка: да ради на истраживању и решавању проблема у области психологије и да помогне стручно и научно усавршавање научног подмлатка, односно организовање наставе трећег степена. Мада у самој организацији наставе није директно учествовао, Институт је помогао великом броју будућих магистара и доктора наука да изведу своја истраживања и дођу до неопходних података за своју тезу. 
Институт за психологију је веома значајан за развој психологије у Србији, с обзиром на везу која постоји између стручног и научног развоја већине значајних имена у области психологије на овом простору с једне, и развоја и рада Института за психологију с друге стране.
Од 2015. године управник Института је др Ивана Степановић Илић, научни сарадник.